# Сказки для Кейто
Действие альбома происходит в вымышленной мультивселенной Михаила Феничева, где герои, знакомые по первым двум альбомам ЕЕЕ и записям 2H Company, встречают на своём сложном пути невероятных красавцев и узнают, где они обитают. Живые инструменты были полностью вытравлены из звука и заменены на бездушные, но тёплые аналоговые машины зарубежных производителей классности. Творчество и импровизация были заменены полностью на кропотливый подбор пресетов.
«Сказки для Кейто» — третий студийный концептуальный альбом петербургской группы «Есть Есть Есть», вышедший 14 декабря 2016 года и насчитывающий 9 композиций.

## История создания
16 февраля 2016 года состоялась премьера видеоклипа на песню «Бурка». Михаил Феничев объяснил сюжет текста и видео следующим образом: «Песня основана на поверье, о котором я услышал пару лет назад от Феди Погорелова: мол, дальнобойщики говорят про того, кто заснул за рулём, что к нему Бурка подсел. Кстати, в интернетах я ничего не нашёл про этого типа. Как предположил наш замечательный оператор клипа — Артур, название этой сущности, передаваясь устно, могло быть неправильно расслышано, поэтому и не гуглится. Лёша загорелся снять клип и пригласил Артура Бергарта, который любезно согласился возиться с нами на морозе без чёткого понимания с нашей стороны, как мы всё видим. Но волшебная красота северного побережья Финского залива и страшный холод подтолкнули ребят к нужным ходам». Песню планировалось выпустить в составе третьего альбома в конце осени.
14 декабря 2016 года вышел третий альбом группы — «Сказки для Кейто». За запись, сведение и мастеринг на этот раз отвечал Павел Никольский (студия «Dewars Powerhouse»); в оформлении были использованы рисунки художницы Кейто Ямагучи (Кэйто Ямагути), в честь которой и назван альбом; сама вёрстка обложки — снова работа Ольги Берковской; вдобавок были поблагодарены за редактуру текстов некие Аня, Настя и Маргарита, а за фотографии — Игорь Фаткин и Артур Бергарт. Издание «Дистопия» описало альбом как «оформленная в девять треков экспериментального хип-хопа киберпанковая сага о негативных последствиях путешествий во времени и о чудовищах, которых рождает сон разума». Среди источников вдохновения для текстов — книга «Физика невозможного» Митио Каку, научно-популярные передачи Стивена Хокинга на канале «BBC». Михаил Феничев планирует полноценную вторую часть альбома, в которой будет уделено внимание персонажам Шрётик (Шрёдингера котик), Ингердроид (Ингерманландский андроид), а также продолжится история Майора Паранойи, начавшаяся ещё в альбоме «Психохирурги» группы 2H Company.
Кейто — это реальный человек, художница, которая нарисовала и обложку, и иллюстрации к каждой песне. Она японка из настоящей Японии. Узнал я о ней так: мы с девушкой пошли в музей Академии художеств на выставку Пепперштейна, и поскольку выставка небольшая, заодно посмотрели работы студентов. Среди бесконечных берёзок и покосившихся заборчиков вдруг обнаружился такой совершенно японский графический пейзаж. Это диссонировало со всем, что было вокруг, и поэтому мне сразу показалось, что будет круто, если она согласится сделать для нас иллюстрации. Я нашёл в Фейсбуке пятерых Кейто Ямагучи, но только одна из них училась в Академии художеств в Петербурге. Выяснилось, что она через друга даже как-то знакома с нашим творчеством.Алексей Помигалов
27 февраля 2017 года состоялась интернет-премьера анимационного видеоклипа на песню «Парсеки ч. 3».
22 ноября 2018 года альбом «Сказки Для Кейто» был выпущен ограниченным тиражом в пятьдесят пронумерованных кассет молодым ярославским лейблом «Заплатка», выпускавшим до этого альбомы «1190» и «Музыка» дуэта Аигел (в который входит другой бывший участник 2H Company — Илья Барамия). Порядок песен был сохранён. В комплекте — 32-страничная брошюра с иллюстрациями и текстами. Код релиза в каталоге — ЗПТ010.

## Список композиций
| №                   | Название            | Длительность |
| ------------------- | ------------------- | ------------ |
| 1.                  | «Деградация»        | 6:27         |
| 2.                  | «Парсеки (ч1)»      | 4:06         |
| 3.                  | «Носки»             | 5:36         |
| 4.                  | «Парсеки (ч2)»      | 3:06         |
| 5.                  | «Нина»              | 4:23         |
| 6.                  | «Парсеки (ч3)»      | 4:26         |
| 7.                  | «Сёма»              | 6:16         |
| 8.                  | «Ира»               | 8:02         |
| 9.                  | «Бурка»             | 3:18         |
| Общая длительность: | Общая длительность: | 45:40        |

## Видео
- Бурка (16 февраля 2016, реж. Артур Бергарт)
- Парсеки ч. 3 (27 февраля 2017)